# Microctenonyx
Genre
Synonymes
- Aulacocyba Simon, 1926
- Alaxchelicera Butler, 1932

Microctenonyx est un genre d'araignées aranéomorphes de la famille des Linyphiidae.

## Distribution
Les espèces de ce genre se rencontrent en écozone holarctique et en Afrique de l'Ouest.

## Liste des espèces
Selon World Spider Catalog (version 26, 15/04/2025) :
- Microctenonyx apuliae (Caporiacco, 1951)
- Microctenonyx evansae (Locket & Russell-Smith, 1980)
- Microctenonyx subitaneus (O. Pickard-Cambridge, 1875)

## Systématique et taxinomie
Ce genre a été décrit par Dahl en 1886.
Aulacocyba a été placé en synonymie par Prószyński et Staręga en 1971.
Alaxchelicera a été placé en synonymie par Scharff ET Hormiga en 2013.

## Publication originale
- Dahl, 1886 : « Monographie der Erigone-Arten im Thorell schen. Sinne, nebst andern Beiträgen zur Spinnenfauna Schleswig-Holsteins. » Schriften des Naturwissenschaftlichen Vereins für Schleswig-Holstein, vol. 6, p. 65-102.